# Noel Taggart
Noel Taggart (nascido em 19 de dezembro de 1941) é um ex-ciclista irlandês que competiu no ciclismo nos Jogos Olímpicos de Verão de 1972, representando a Irlanda.